# Democracy Now!
Democracy Now! (Democratie nu!) is een Amerikaans radio- en televisieprogramma dat nieuws, analyses en opinies brengt, en wordt gepresenteerd door de journalisten Amy Goodman en Juan Gonzalez. Het ontstond in 1996 en werd toen uitgezonden op Pacifica Radio. Het is tegenwoordig een volledig onafhankelijk programma (het wordt gefinancierd door donaties en niet door bijvoorbeeld subsidies van de overheid of advertentiegelden) en komt tot stand doordat meer dan 500 lokale radio- en televisiestations om beurten informatie aan het programma leveren. Democracy Now! wordt over het algemeen beschouwd als een links-georiënteerd programma.
In de documentaire All Governments Lie, die in 2016 op het International Documentary Film Festival in Amsterdam voor het eerst buiten de Verenigde Staten en Canada te zien was, kwamen de werkwijze en filosofie van Democracy Now! aan bod en het belang dat de medewerkers hechten aan onafhankelijke journalistiek ten opzichte van journalisten die werken voor grote mediabedrijven.

## Boek
In 2016 verscheen er een boek over het ontstaan en de ontwikkeling van Democracy Now! met de titel Democracy Now!: Twenty Years Covering the Movements Changing America (ISBN 9781501123580).